# Oliver Skipp
Oliver William Skipp (16 de setembre de 2000) és un futbolista professional anglès que juga de centrecampista pel Tottenham Hotspur FC de la Premier League.